# Rey Mysterio
Óscar Gutiérrez Rubio (sinh ngày 11 tháng 12 năm 1974), được biết đến nhiều hơn với tên Rey Mysterio. Là một đô vật chuyên nghiệp đang làm việc cho tập đoàn WWE và thi đấu tại SmackDown!.
Mysterio được biết đến với những đòn bay nhảy đẹp mắt, giúp anh giành được những chức vô địch Cruiserweight trong thời gian còn ở World Championship Wrestling.

## Sự nghiệp
Sinh tại San Diego, California, Gutierrez được huấn luyện đấu vật chuyên nghiệp cùng với chú là Rey Mysterio, Sr.. Anh xuất hiện với tư cách là 1 đô vật chuyên nghiệp năm 1989 vào ngày 30 tháng 4 vào tuổi 14 tại 1 nhà thờ nhỏ ở Tijuana, México.Tuy nhiên anh quá trẻ để nhận giấy phép hành nghề. Anh bắt đầu mối thù với Psicosis (cũng được huấn luyện bởi Rey Mysterio, Sr.) và sử dụng tên trên võ đài là Colibrí (tiếng Tây Ban Nha là chim ruồi). Mối thù kéo dài nhiều năm, kể cả khi sự nghiệp của Gutierrez chuyển qua Mĩ.
Khi Gutierrez 18 tuổi, chú của anh cho phép anh sử dụng tên Rey Mysterio, Jr.. Ở Asistencia Asesoría y Administración (AAA) anh có mối thù với Juventud Guerrera bao gồm trận đấu cặp của Rey và chú với Juventud và cha anh, Fuerza Guerrera.

### Extreme Championship Wrestling (ECW)
Năm 1995, Mysterio đã hạ Psicosis trong trận đấu ra mắt của họ tại Extreme Championship Wrestling. Đây là trận đấu đầu tiên của họ thật sự có ảnh hưởng tới giới vật chuyên nghiệp Mỹ - cho dù họ đã được nhìn thấy ở World Championship Wrestling trong chương trình pay-per-view When World Collide. Mysterio, cùng với một số đô vật người México khác, trở thành nét hấp dẫn của ECW. Mysterio sau này đã xuất hiện trong 2 chương trình ECW One Night Stand do WWE tổ chức lại.

### World Championship Wrestling (WCW)
Mysterio bắt đầu trở nên nổi tiếng ở WCW năm 1996, khi anh là đầu tàu của "cuộc cách mạng Cruiserweight" ở Mỹ. Tên họ của anh được chuyển thành 'Mysterio' để được quảng cáo thành "Người đàn ông bí ẩn" (Mystery man). Mysterio có rất nhiều trận đấu nổi tiếng với Ultimo Dragon, Dean Malenko, Psicosis, Eddie Guerrero, và Juventud Guerrera. Trong thời gian ở WCW, anh đã giành đai WCW Cruiserweight Championship 5 lần.
Mysterio nhanh chóng tạo được danh tiếng ở WCW với lần giành đai Cruiserweight đầu tiên. Tháng 10-1997, ở chương trình pay-per-view Halloween Havoc, Mysterio giành đai Cruiserweight Championship lần thứ 2 từ người bạn thân ngoài đời của anh là Eddie Guerrero trong trận đấu "title vs mask".Trận được khán giả nhiệt liệt vỗ tay hoan hô và nó đã được bầu là trận đấu hay nhất năm đó. Vào thời điểm này, Rey Mysterio đã trở thành một nhân tố quan trọng trong số những đô vật của WCW.
Sau khi mối thù lên tới đỉnh điểm, Mysterio đã bị mất đai Cruiserweight vào tay Chris Jericho tại WCW/nWo Souled Out vào ngày 24-1 năm 1998. Sau trận đấu đó, Chris Jericho tiếp tục dùng vũ khí tấn công Mysterio. Kết quả là Rey Mysterio phải nghỉ thi đấu trong vòng 6 tháng trước khi trở lại tại Bash at the Beach 1998 và tại đây anh đã đánh bại Chris Jericho để giành chức vô địch. Tuy nhiên tối hôm sau, kết quả trận đấu đó đã bị thay đổi và đai vô địch được trao lại cho Jericho vì trận đấu có sự can thiệp của Dean Malenko.
Năm 1998, Eddie Guerrero tổ chức một nhóm đô vật được biết đến với cái tên Latin World Order bao gồm hầu hết các đô vật Mexico ở WCW. Mysterio đã liên tục từ chối việc tham gia. Anh cuối cùng cũng đã bị buộc phải gia nhập sau khi để thua trận đấu với Eddie Guerrero. Nhưng sau đó nhóm nWo đã chia thành 2 nhóm là nWo Hollywood và nWo Wolfpac và cuối cùng họ đã buộc nhóm LWO phải tan rã. Mysterio đã từ chối việc bỏ màu của LWO và kết quả cuối cùng đã bị đánh bại.

#### Tháo mặt nạ
Tại Superbrawl IX, Mysterio cùng với Konnan đã để thua trận đánh đôi "hair vs. mask" với The Outsiders và điều đó khiến Mysterio buộc phải tháo chiếc mặt nạ của mình. Nhưng dù cho Mysterio có tháo chiếc mặt nạ thì anh vẫn là một trong những đô vật được nhiều người biết đến nhất tại WCW.

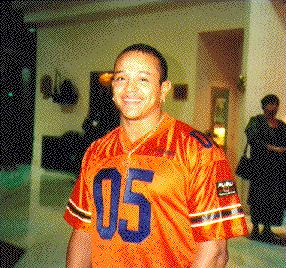
Rey Mysterio không mang mặt nạ (1999)

Mysterio sau đó đã lập kỉ lục liên tiếp đánh bại những đô vật có thể hình cao lớn như Kevin Nash, Bam Bam Bigelow, The Giant và Scott Norton. Anh và Billy Kidman cũng trở thành một nhóm đô vật thành công và gia nhập nhóm No Limit Soldiers của Master P. Sau khi Master P rời khỏi WCW,một nhóm đô vật mới được thành lập được biết đến với cái tên The Filthy Animal bao gồm Konnan, Eddie Guerrero, Kidman và Mysterio, giữa năm 2001 Mysterio phải một lần nữa tháo bỏ chiếc mặt nạ của mình ra trong một trận đấu trận này còn chưa được công chiếu lên truyền hình TV chỉ nghe một người xem tại đấy kể lại.

#### 1999-2001
Trong một chương trình WCW Monday Nitro,Mysterio đã đánh bại đô vật lão làng Ric Flair.Sau đó anh đã gia nhập nhóm New Blood vào đầu năm 2000 để chống lại nhóm "Millionaires Club".Trong tháng tồn tại cuối cùng của WCW,Mysterio và Kidman có mối thù với một vài nhóm khác như Misfits in Action và Team Canada.Họ đã cùng nhau giành chức vô địch mới là WCW Cruiserweight Tag Team Championship trong chương trình Monday Nitro cuối cùng trước khi WCW bị bán lại cho WWF năm 2001.Đó là lần cuối Mysterio xuất hiện trên TV trong suốt năm đó.

### World Wrestling Entertainment
Năm 2002, Mysterio ký hợp đồng với công ty WWE, và những quảng cáo về sự ra mắt của anh đã được trưng bày.Vince McMahon yêu cầu Mysterio phải đeo lại chiếc mặt nạ.Tuy vậy ở Mexico, khi một đô vật để mất chiếc mặt nạ riêng của mình, anh không thể lấy lại nó theo truyền thống.Mysterio bắt đầu sự nghiệp WWE của mình ở SmackDown! với tư cách là một đô vật tốt và bắt đầu thù với Kurt Angle.
Rey sau đó đã giành đai WWE Tag Team Championship cùng với Edge nhưng nhanh chóng mất đai và họ không đấu đôi với nhau nữa.Tại Wrestlemania XIX, Mysterio thách đấu Matt Hardy để lấy đai WWE Cruiserweight Championship nhưng đã không thành công khi bị Shannon Moore can thiệp.Nhưng sau đó Mysterio cũng đã đánh bại Matt Hardy để lấy đai trong một trận đấu ở Smackdown tổ chức tại Anaheim, CA.Sau đó anh đã để mất đai về tay Tajiri. Rey sau đó bắt đầu mối thù với Chavo Guerrero, Jr. và bố anh ta qua chức vô địch Cruiserweight.Trong thời gian này Rey Mysterio thường xuyên đấu cặp với Rob Van Dam hoặc Spike Dudley chống lại the Dudley Boyz.Nhưng sau đó khi Rey Mysterio đang là Cruiserweight Champion thì Spike Dudley trở mặt, gia nhập nhóm Dudley Boyz rồi lấy mất đai Cruiserweight của Rey Mysterio vào ngày 24-7, 2004.
Rey tiếp tục đấu cặp với Rob Van Dam và lấy được đai WWE Tag Team Champion từ tay của Kenzo Suzuki và René Dupreé vào ngày 7-12 nhưng sau đó lại để mất đai vào tay The Basham Brothers 1 tháng sau khi Rob Van Dam bị chấn thương.Rey sau đó đánh đôi với Eddie Guerrero và lấy lại đai từ tay The Bashams tại WWE No Way Out 2005. Theo sắp xếp thì những nhà vô địch mới sẽ không phải bảo vệ danh hiệu tại Wrestlemania 21, thay vào đó là trận đấu giữa 2 người mà sau đó Rey đã chiến thắng.
Guerrero sau đó đã trở thành đô vật xấu, nản chí vì anh ta không thể đánh bại Mysterio.Guerrero và Rey tiếp tục thù nhau, với việc Guerrero đe dọa sẽ tiết lộ những bí mật mà anh ta đã cùng Rey chia sẻ về đứa con trai của Rey, Dominik.Guerrero dọa sẽ tiết lộ bí mật cho công chúng biết trừ phi Rey chịu chiều theo ý của nhà Guerrero. Guerrero sau đó tiết lộ anh ta mới chính là cha của Dominik (theo cốt truyện).Theo cốt truyện thì Guerrero biết Rey có vấn đề với gia đình của mình, vì vậy Guerrero đã để Dominik lại như là con của Rey và vợ anh là Angie để giải hòa.Vài tuần sau, Guerrero đòi được chăm sóc đứa bé và mời luật sư chống lại Rey Mysterio.Cuối cùng, tại SummerSlam 2005, Rey đánh bại Guerrero trong trận đấu cầu thang và giành quyền chăm sóc Dominik.
Rey bắt đầu một mối thù ngắn với John "Bradshaw" Layfield mà sau đó JBL đã hạ Rey tại No Mercy 2005. Ngày 13-11 năm 2005, Eddie được tìm thấy đã chết tại khách sạn ở Minneapolis, Minnesota.Hôm đó trùng với ngày diễn ra WWE "Super Show" mà cả RAW và SmackDown! đều được ghi hình, Rey Mysterio đã đọc một bài diễn văn cảm động về Eddie Guerrero, và trong chương trình tưởng niệm anh đã cởi mặt nạ (tuy vậy anh đã cúi mặt nên không ai nhìn thấy bộ mặt thật của anh.Mysterio tiếp tục đánh bại Shawn Michaels vào buổi tối hôm sau.Sau trận đấu, Michaels và Mysterio ôm nhau trên võ đài và Mysterio chỉ lên bầu trời, khóc và tưởng nhớ Eddie Guerrero.Những tuần sau, Mysterio cùng với những người bạn là Chris Benoit và Chavo Guerrero cùng sử dụng những tuyệt chiêu của Eddie và dành những chiến thắng của họ để tưởng nhớ Eddie.

#### SmackDown! vs Raw
Mysterio tham gia vào sự kiện lớn Survivor Series 2005 với tư cách là một thành viên của đội SmackDown! cùng với Randy Orton(thay thế Eddie Guerrero), Bobby Lashley, Batista và JBL đã đánh bại đội RAW (Shawn Michaels, Kane, Big Show, Carlito và Chris Masters.Vào thứ ba sau Survivor Series, Mysterio có trận đấu với The Big Show từ RAW, được quảng cáo là trận đấu giữa David và Goliath trong chương trình SmackDown đặc biệt.
Trận đấu xuất phát từ việc Rey Mysterio đã loại Big Show ở Survior Series, và cuối cùng đã kết thúc mà không có kết quả khi đồng đội của Big Show là Kane can thiệp vào trận đấu.Mysterio tiếp tục mối thù với nhà vô địch đai World Tag Team Champion (Kane và Big Show), và tìm cho mình người đánh đôi chung là Batista (lúc đó đang giữ đai World Heavyweight Champion).Batista và Rey sẽ chống lại Kane và The Big Show tại Armageddon 2005.
Trước khi Armageddon diễn ra, Batista và Mysterio đã đánh bại nhóm MNM để trở thành nhà vô địch đai WWE Tag Team Champions mới của SmackDown!.Trong trận đấu họ đã cùng nhau tưởng niệm Eddie Guerrero.
Bây giờ thì họ đã là nhà vô địch đánh đôi, và trận đấu của Batista và Mysterio với Kane và Big Show được quảng cáo thành trận đấu của những nhà vô địch.Batista và Mysterio đã bị thua trận đấu giữa RAW và SmackDown đó sau khi Kane hạ Rey bằng đòn Chokeslam.
Ngày 30-12 năm 2005, trong một chương trình ở SmackDown!, MNM cầu xin được đấu lại, và đã đánh bại Batista và Mysterio với sự giúp đỡ của Mark Henry (lúc đó vừa trở lại) và lấy được đai WWE Tag Team Championship.

#### Đường tới WrestleMania 22
Ngày 29-1, 2006 Rey Mysterio tranh tài tại Royal Rumble, xuất phát từ vị trí thứ 2 và sau đó đã loại được Randy Orton để thắng trận đấu. Với chiến thắng tại Royal Rumble,Mysterio đã giành được quyền giành đai World Heavyweight Champion năm đó tại WrestleMania. Với việc đứng vững trên võ đài trong 62 phút, Mysterio cũng đã lập kỉ lục về thời gian trụ vững dài nhất tại Royal Rumble.
Rey dành trận đấu của mình tại Royal Rumble để tưởng niệm Eddie Guerrero.Sau khi chiến thắng, anh đã được chúc mừng bởi Chris Benoit, Dean Malenko, Chavo Guerrero và Rob Van Dam-những người bạn thân và gia đình của Eddie Guerrero.
Trong một chương trình SmackDown! ngày 2-3 năm 2006, Randy Orton trong khi đang tức giận đã ngắt lời Mysterio khi anh đang nói về chiến thắng của mình.Randy Orton nói rằng "Eddie không ở trên thiên đàng, Eddie ở dưới này-Địa ngục!". Mysterio tấn công Orton và sau đo đã chấp nhận lời thách đấu.
Tại No Way Out Randy Orton nhờ ăn gian bằng cách nằm lấy dây nên đã hạ được Rey Mysterio.Để mất cơ hội lấy đai tại WrestleMania 22, Rey đi ra sau khán đài cùng vài người trong gia đình Guerrero.Tuy nhiên trong chương trình SmackDown! tối hôm sau,quản lý của SmackDown là Theodore Long tuyên bố rằng "Có thể tôi không có khả năng thay đổi trận đấu tại Wrestlemania, nhưng tôi chắc tôi có thể thêm vào", ông đã thêm Rey vào và biến trận đấu thành trận đấu giữa 3 người (Triple Threat) để xác định nhà vô địch đai World Heavyweight Champion.Tại WrestleMania 22, Rey phải thi đấu với cả Randy Orton và nhà vô địch đai World Heavyweight Champion Kurt Angle.Mysterio đã giành phần thắng sau khi hạ Randy Orton bằng đòn "619" và "West Coast Pop" và trở thành nhà vô địch đai World Heavyweight Champion mới. 

#### World Heavyweight Champion
Ngày 7-4, 2006 trong một chương trình của SmackDown!, Rey Mysterio hiện đang là nhà vô địch mà không ai ngờ là anh đã thắng,đã có trận đấu bảo vệ đai World Heavyweight Champion đầu tiên với Randy Orton.Mysterio tiếp tục giữ lại đai lần nữa sau khi có trận đấu lại của WrestleMania với Kurt Angle ở SmackDown! vài tuần sau đó.Tuần trước đó trận đấu bào vệ đai với nhà vô địch đai United States Champion John Bradshaw Layfield và bắt đầu mối thù giữa Mysterio và JBL.Trận đấu bắt nguồn từ việc JBL nói rằng anh xứng đáng được nhận đai World Heavyweight Champion trong buổi lễ kỉ niệm việc JBL trở thành nhà vô địch đai U.S Champion mới.
Mối thù với JBL tiếp tục với việc Mysterio phải thi đấu với bất kì đối thủ nào do JBL chọn trong 3 tuần liền để chuẩn bị cho trận đấu tranh đai giữa anh ta và Mysterio tại WWE Judgement Day 2006.Mysterio đã bị đánh bại bởi Mark Henry và The Great Khali trong 2 trận đấu khác nhau (không tranh đai) trước khi đối đầu với Kane từ RAW trong một trận đấu không có kết quả.Mysterio giữ được đai khi đánh bại JBL tại Judgement Day.JBL sau đó lại mất đai US Cahmpionship vào tay Bobby Lashley 5 ngày sau trong một chương trình SmackDown sau khi bị chơi khăm khi bắt JBL nhận tất cả lời thách đấu.Điều đấy đã khiến JBL thề rằng nếu anh không thắng trận đấu lại với Mysterio, anh sẽ rời khỏi SmackDown!.Trong sự kiện chính của buổi chiều hôm đấy,Mysterio đã thắng và giữ lại đai World Heavyweight Championship,khiến cho JBL phải rời khỏi SmackDown!, cho đến khi sự kiện ECW One Night Stand diễn ra,JBL đã nói rằng anh sẽ trở lại với tư cách là một bình luận viên.
Tại One Night Stand, Mysterio phải bảo vệ đai chống lại đô vật của ECW Sabu.Trong mấy tuần trước đó,để chuẩn bị cho một trận đấu bảo vệ đai, Mysterio đã đánh bại WWE Cruiserweight Champion Gregory Helms trong trận đấu giữa các nhà vô địch(Champion vs. Champion) nhưng sau đó đã bị đánh bại bởi Rob Van Dam trong chương trình đối đầu giữa WWE và ECW vào ngày 6-7, 2006 Sau chương trình WWE vs. ECW hôm đó,WWE.com thông báo rằng Paul Heyman đã hỏi ý kiến Mysterio về việc chuyển sang thi đấu cho ECW.Rey phát biểu vào ngày 9-6, 2006 trong chương trình SmackDown rằng anh sẽ ở lại "nhà",WWE SmackDown!.Tại One Night Stand,Mysterio(đeo mặt nạ có chữ "ECW")đã giữ được đai trong một trận đấu khó khăn sau khi anh và Sabu theo luật không được thi đấu tiếp sau 3 cú nhảy DDT vào chiếc bàn của Sabu.
Mysterio sau đó phải đấu với Mark Henry nhưng cuối cùng cũng giữ được đai.Mysterio thắng trận đấu đó sau khi Chavo Guerrero đi lên võ đài và đánh Mark Henry bằng ghế sắt trong khi trọng tài bị ngất. Khi trọng tài tỉnh lại, Rey đã dùng mánh của Eddie Guerrero, giả vờ bị ngất và để chiếc ghế sắt vào trong tay đối thủ và cuối cùng thắng theo "Disqualification".
Mysterio sau đó bắt đầu thù địch với King Booker sau khi Booker thắng trận Battle Royal và trở thành đối thủ số một cho chức vô địch World Heavyweight Championship mà Rey đang giữ.King Booker tấn công Rey từ phía sau trong hậu trường với sự giúp đỡ của Queen Sharmell (vợ của Booker).Pha tấn công đó không được chiếu trực tiếp và diễn ra trong khi Mark Henry bị Batista đánh bại.Cảnh đó được chiếu một tuần sau đó trong SmackDown! và được nối tiếp bằng việc Mysterio tấn công "vua" Booker và quần thần.
Sự kình địch tiếp tục trong vài tuần tiếp theo và Mysterio đã đánh bại thành viên trong "quần thần" của King Booker là William Regal trong một chương trình SmackDown!,vài phút trước khi tấn công kẻ thách thức và dùng chiêu 619 để đánh (bay qua chiếc cột sắt ở góc võ đài).Tại Saturday Night's Main Event,Mysterio đánh bại King Booker trong trận đấu đôi 6 người và tiếp tục hạ Booker một lần nữa trong chương trình SmackDown! vài ngày sau.Nhưng tại The Great American Bash,Rey đã để mất chức vô địch World Heavyweight Championship vào tay King Booker sau khi Chavo Guerrero trở mặt,trở nên thù địch với Rey và dùng ghế sắt đánh anh.

### Mối thù với Chavo và Vickie Guerrero
Trong tuần kế tiếp sau khi Rey mất đai ở SmackDown!,Rey có trận đấu lại với Booker để giành đai,nhưng Chavo một lần nữa bắt Rey phải trả giá.Trong khi Rey đang chuẩn bị dùng chiêu Springboard splash tấn công King Booker thì xuất hiện Chavo trong khi trọng tài không chú ý và ném Rey vào rào bảo vệ.King Booker lợi dụng điều đó và hạ Mysterio bằng chiêu Scissors kick.
Vào ngày 8 tháng 4 năm 2006 trong một chương trình của SmackDown!,Chavo giải thích vì sao anh đã bán đứng Rey.Lý do đưa ra là vì Rey đã không tôn trọng Eddie với việc dùng tên của anh ta và sự nổi tiếng của Eddie để trở thành nhà vô địch.Rey đi ra và tấn công Chavo để đáp lại.tuy nhiên,Vickie Guerrero(vợ của Eddie) đã ngăn cuộc đánh nhau lại. Tại SummerSlam 2006.rey đã bị thua Chavo sau khi Vickie đánh Rey văng khỏi võ đài, có vẻ chỉ là tình cờ.Trong trận đấu ở SummerSlam,Vickie Guerrero đã van xin Chavo Guerrero và Rey Mysterio dừng đánh nhau và tát vào mặt Chavo.
Tuy vậy, vào ngày 25 tháng 8 năm 2006,Vickie Guerrero đã trở nên xấu xa và ở trở thành người thứ 3 trong nhà Guerrero chống lại Rey.Trong khi Chavo lấy ghế ở ngoài võ đài và chuẩn bị đánh Rey,Vickie giả vờ ra vẻ cố gắng ngăn cản Chavo,nhưng sau đó lại giật lấy chiếc ghế từ tay Chavo và bất ngờ đánh Rey.Sau đó Chavo và Vickie ôm nhau trên võ đài trong khi Rey bất tỉnh trên võ đài.Vào ngày 20 tháng 10 năm 2006,trong chương trình SmackDown! hôm đó, sự kình địch kết thúc với việc Chavo đanh bại Rey Mysterio trong trận "I Quit" sau khi treo Rey lộn ngược và đánh vào chân Rey hai lần liên tiếp bằng ghế sắt.Câu truyện này thực ra được sắp xếp trước và với lý do là Mysterio đã dính chấn thương đầu gối thật ngoài đời,và buộc anh không thể thi đấu trong 3-4 tháng.

### 2007-2011
Vào ngày 23 tháng 2 năm 2007 trong một chương trình ở SmackDown tại quê của Rey Mysterio đó là San Diego, anh đã bị tấn công bởi Umaga và Vince McMahon. Umaga đã tấn công Rey một cách không thương tiếc với đòn Gorilla Press Samoan Drop và Samoan Wrecking Ball và làm cho anh tái phát chấn thương đầu gối. Rey Mysterio sau đó đã trở lại vào ngày 9 tháng 7 năm 2007, trong một chương trình RAW ở Tijuana, Mexico.
Anh đánh cặp cùng với John Cena, Bobby Lashley và đánh bại King Booker,Randy Orton,và WWE Intercontinental Championship Umaga. Anh tiếp tục đấu cặp với Batista trong trận Dark match và đánh bại nhóm của Finlay và MVP. Ngày 3 tháng 8, Rey Mysterio được thông báo sẽ thi đấu với Chavo Guerrero tại SummerSlam 2007 lần thứ 2, và hạ gục Chavo Guerrero bằng đòn 619. Ngày 31 tháng 8 tại SmackDown, Rey chiến thắng "Championship Competition" để trở thành người thách đấu duy nhất đai World Heavyweight Championship, đánh bại Batista và Finlay. Anh đã bắt đầu mối thù với The Great Khali. Vào ngày 7 tháng 9, trong show SmackDown, anh đánh bại Chavo Guerrero bằng cách đập vào chân Chavo, như cách anh bị Chavo đánh hồi trước. The Great Khali đã tấn công Rey. Sau đó anh có trận đấu tranh đai World Heavyweight Championship tại WWE Unforgiven, nhưng không thành công trong việc lấy đai.
Sang năm 2008, anh được draft sang RAW. Và anh đã nghỉ khá dài trước khi Kane khiêu khích anh. Rey và Kane thù nhau, dẫn đến 1 trận đấu tại No Mercy. Khi anh chuẩn bị nhảy xuống Kane, Kane đã cầm ghế phang vào đầu anh, và cuối cùng chiến thắng đã thuộc về Rey. Và sau đó tại Cyber Sunday anh cũng thắng Kane lần nữa trong trận No Hold Barred Match. Mối thù của họ chỉ kết thúc khi Team Kane vs Team Rey, kết quả là Team Rey thắng, tại Armageddon, Rey đấu với CM Punk tranh #1 Contender Match for Intercontinental Championship Match, nhưng anh đã thua sau khi dính đòn Go To Sleep của CM Punk.
Sang đầu năm 2009, anh tham gia trận Elimination Chamber for World Title Match. Anh xém nữa đã lấy được đai, nhưng anh bị Edge SPEAK và pin nên anh không thể lấy được chức vô địch. Tại 1 show của SmackDown, JBL tấn công anh. Tại Wrestlemania 25, anh có trận đấu với JBL tranh đai Intercontinental Championship Match, và anh đã dánh chiến thắng, đồng thời lập kỉ lục là trận đấu nhanh nhất tại kì Wrestlemania đó khi hạ JBL chỉ với 21 giây. Sau khi thua trận, JBL đã rời khỏi WWE. Đến WWE Draft 2009, anh được draft trở lại SmackDown, đai Intercontinental cũng theo anh qua SmackDown. Tại đây, anh thù với Chris Jericho, và Jericho muốn tranh đai với anh. Rey thắng tại Judgment Day, nhưng thua tại Extreme Rules trong trận No Hold Barred, không những thế anh còn bị Jericho lột mặt nạ, khiến anh phải che mặt khi rời sàn đấu. Tại The Bash, Jericho đã đưa ra điều kiện: nếu Rey thua, anh phải cởi bỏ mặt nạ của mình. Và Rey đã chiến đấu rất dũng cảm, nhưng Jericho đã lột được mặt nạ của anh, nhưng mọi người không ngờ Rey Mysterio đeo tới 2 mặt nạ. Sau khi dùng chiêu 619, anh pin Jericho và đã giành chiến thắng. Tiếp theo là mối thù Dolph Ziggler, 2 người có trận tranh đai Intercontinental Championship qua 2 kì Night Of Champions và SummerSlam, và anh giành chiến thắng ở cả hai kì đó. Tại 1 show SMACKDOWN, anh đấu với John Morrison tranh đai Intercontinental Championship và anh đã thua. Sau đó, bạn thân của anh là Batista đã trở lại và draft qua SmackDown. Batista đã đòi tranh đai WWE Unified Tag Team Championship với Jeri-Show tại Hell In A Cell, và đồng đội của Batista là anh. Nhưng họ đã thua khi anh bị Big Show đấm thật mạnh vào đầu Rey. Sau đó Theodore Long đã cho 1 trận đấu tranh đai World HeavyWeight Championship trong trận Fatal 4 Way gồm có World Heavyweight Champion The Undertaker, CM Punk, Batista và anh tại Bragging Rights 2009. Trong trận đấu, anh và Batista có xảy ra mâu thuẫn. Sau trận đấu, Batista đã tấn công anh rất dữ dội, mặc dù anh xin tha, 2 người chấm dứt là bạn bè và chuyển qua thù nhau. Tại Survivor Series 2009, anh có 1 trận với Batista, hậu quả là anh phải vào viện vì dính những tuyệt chiêu cực mạnh của Batista như: 1 spear, 1 Spinebuster, và 3 lần Batista Bomb, bồi thêm 1 cú Spinebuster lên ghế sau trận đấu. Anh nghỉ một thời gian. Khi sắp tới TLC, anh trở lại và đấu với Batista để phục thù trong trận Street Fight Match. Khi trận đấu đang diễn ra, World HeavyWeight Champion The Undertaker đã có mặt trên sàn và bảo vệ Rey bằng cách tấn công Batista. Sau TLC 2009, anh đấu với Batista trong trận #1 Contender Match for World Title, và anh đã chiến thắng sau những chiêu đòn rất nhanh, khiến Batista không kịp trở tay. Anh sẽ đấu với The Undertaker trong show SmackDown kế tiếp để tranh World HeavyWeight Championship. Trong khi trận đấu đang diễn ra thì kẻ thù số 1 của anh chính là Batista, đi lên và tấn công anh và The Undertaker. Sau đó anh đã phản công lại và "tặng" cho Batista và The Undertaker mỗi người 1 chiêu 619. Tuần sau đó, anh tham gia loạt trận Beat The Clock Challenge Match để tìm người vào đấu với The Undertaker tại Royal Rumble 2010. Anh chiến thắng được Chris Jericho, và phá trận Batista vs R-Truth bằng cách kéo trọng tài xuống khi trọng tài đang pin cho Batista, khiến thời gian đã hết và Batista đã thua. Nhưng Vickie Guerrero đi ra và thông báo: do không tìm được người chiến thắng thực sự, tuần sau Rey Mysterio và Batista sẽ tái đấu 1 lần nữa để tìm người vào đấu với The Undertaker. Và 2 người đã có 1 trận đấu máu lửa tại tuần kế tiếp, nhưng trận đấu kết thúc mà không có kết quả, và vẫn chưa xác định được No.1 Contender. Sang tuần tiếp theo, anh sẽ đánh 1 lần nữa với Batista trong trận Steel Cage Match, và cuối cùng anh đã thắng, và cũng kết thúc mối thù của 2 người.
Tại Royal Rumble 2010, anh đấu với The Undertaker. Trận đấu diễn ra cân bằng, 2 bên đều tạo ra vô số chiêu nguy hiểm về phía đối thủ. Và trong anh đã chơi chiêu 619 lên Undertaker, anh đã làm Undertaker chảy máu, nhưng Undertaker vẫn thắng Rey bằng chiêu Last Ride. Sang show SmackDown kế tiếp, anh đấu với Dolph Ziggler trong trận Qualifying to Elimination Chamber Match for World Title tại PPV Elimination Chamber, và Rey đã thắng. Tuần tiếp theo, anh đấu trận thử sức với một trong 5 đối thủ của anh tại Elimination Chamber, là CM Punk. Nhưng anh đã bị hội Straight Edge Society của CM Punk tấn công sau khi Rey pin CM Punk. Tại Elimination Chamber, anh là người thứ 3 ra đấu, sau khi R-Truth bị CM Punk loại. Dù anh bị loại bởi John Morrison, nhưng anh đấu rất hay, loại được CM Punk, và đánh Chris Jericho tơi tả. Sau đó, tại 1 show SmackDown, trong trận Money In The Bank Qualifying Match giữa CM Punk và Shelton Benjamin, anh đã xuất hiện kéo chân Luke Gallows khỏi sàn, và gián tiếp làm CM Punk mất cơ hội tranh Money In The Bank tại Wrestlemania 26. Anh bắt đầu thù với CM Punk, mối thù càng ngày càng lớn khi CM Punk muốn đấu với anh tại Wrestlemania 26. Rey đã chấp nhận, và muốn trận đấu sẽ là Street Fight Match. Nhưng CM Punk không đồng ý, và CM Punk đã cho anh 1 cơ hội là sẽ đấu với Luke Gallows, nếu Rey thua, anh sẽ phải chấp nhận mọi điều kiện của CM Punk. Và anh đã thua khi anh bị chơi xấu, và điều kiện CM Punk đặt ra là: nếu Rey Mysterio thua CM Punk tại Wrestlemania 26, anh sẽ phải gia nhập vào hội Straight Edge Society do CM Punk lập ra. Và với điều kiện khắc nghiệt đó, anh bước vào Wrestlemania 26 với quyết tâm cao nhất, và với quyết tâm đó mà anh đã hạ được CM Punk bằng chiêu 619, và theo thỏa thuận anh sẽ không phải gia nhập Straight Edge Society.
Tại Extreme rules, anh lại phải đấu với CM Punk, điều kiện được đặt ra là nếu CM Punk thua CM Punk sẽ bị cạo trọc đầu, và cuối cùng thì CM Punk đã thắng nhờ sự giúp đỡ của thành viên mới là Joey Mercury. Và tại Over The Limit 2010 trận đấu thứ 3 diễn ra giữa mối thù Rey Mysterio với CM Punk với điều kiện là CM Punk thua thì CM Punk sẽ bị cạo đầu và Rey thua thì rey sẽ phải gia nhập Straight Edge Society, kết quả là Rey mysterio chiến thắng, như thỏa thuận ban đầu thì CM Punk sẽ bị cạo trọc đầu. Tại Fatal 4 way anh phải đấu tranh đai World championship với Big Show, CM Punk, và đương kim vô địch Jack Swagger, trận đấu diễn ra khá cân bằng, gần cuối trận đấu, Kane lên võ đài kèm theo cỗ quan tài và tấn công CM Punk, làm CM Punk bỏ chạy trong lúc Jack Swagger đang bị choáng, Rey đã tung ra đòn 619 lên Jack Swagger và dánh chiến thắng. Đây cũng là lần thứ 2 anh đạt được chức vô địch World Heavyweight Championship.
Trong show Smackdown tiếp theo, Jack Swagger đã tấn công anh bằng đòn bẻ chân khiến anh bị chấn thương rất nặng, và chưa hết, trong lúc anh đang được các bác sĩ chăm sóc thì Jack lại tấn công bất ngờ và bẻ chân bị thương của anh. Trong các show Smackdown tiếp theo Rey trả thù bằng cách trợ giúp cho Kane đánh bố của Jack Swagger. Trong trận Money In The Bank 2010, anh phải bảo vệ đai vô địch trước Jack swagger, dù chân anh vẫn còn chấn thương nhưng anh đã thi đấu rất hay và đã hạ được jack, qua đó vẫn giữ được đai. Trận đấu đã kết thúc nhưng Jack bất ngờ tấn công anh và Kane đã lên bảo vệ anh. Sau khi đuổi được Jack Swagger, Kane, người vừa thắng trong trận Money in the Bank Ladder Match, đã dùng cái vali tiền này thách đấu với anh, theo luật thì người giữ vali money in the bank sẽ được quyền tranh đai bất cứ lúc nào, dù không muốn nhưng anh vẫn phải đấu tiếp với Kane, với thể lực đã suy yếu anh đã bị Kane hạ gục dễ dáng, và thế là anh đã làm mất chức vô địch World Heavyweight Championship vào Kane. Và tại SummerSlam 2010 anh có trận đấu tranh đai với The New World Heavyweight Championship KANE. Kết quả là anh đã thất bại. Tại các show SmackDown kế đó Alberto Del Rio đã tấn công anh, và anh đã bị dính chấn thương ở tay. Anh đã nghĩ một thời gian, và đã trở lại với 1 trận đấu giữa anh và Alberto Del Rio, anh đã giành được chiến thắng. Rey mysterio có mặt trong Team Smackdown để hạ gục Team Raw trong BRAGGING RIGHTS 2010. Và anh đã giúp Team Smackdown giành chiến thắng. Tiếp theo là tại show Smackdown, Rey, Alberto Del Rio và Edge đã có 1 trận đấu gây cấn để tìm ra đối thủ số 1 cho chức vô địch World Heavyweight Championship, Rey mysterio đã thất bại. Tại SURVIVOR SERIES 2010, Team Rey Mysterio (gồm Kofi Kingston, Big Show, MVP, Chris Master và Rey) đã hạ gục Team Alberto Del Rio (gồm Tyler Reks, Cody Rhodes, Jack Swagger, Drew McIntyre và Alberto Del Rio. Tiếp tục với mối thù giữa anh và Alberto Del Rio, anh có trận Fatal 4 way tại TLC 2010 gồm Edge, Alberto Del Rio và World Heavyweight Champion Kane. Kết quả là Edge đã giành chiến thắng. Trong show Smackdown ngày 7/1/2010 Rey đã có trận đấu 2-out-of-3 Falls match với Del Rio, nhưng anh đã thất bại. Tại Elimination Chamber anh đã xuất sắc loại được khá nhiều người nhưng phút cuối anh đã bị Edge spear và thua.

#### Đồng đội với Sin Cara
Tại WWE Draft, anh đã chuyển sang RAW và được chọn vào trận No.1 Contender với Del Rio và The Miz.Chính điều đó đã làm R-truth ghen tức.Anh thua trận No.1 Contender sau khi bị The Miz chơi xấu, lợi dụng thời cơ anh đang thất vọng R-truth đã tấn công anh.Anh đã chiến thắng R-truth và CM Punk tại trân tag team với John Cena. Sau đó tại WWE RAW Money in the bank anh đã để mất chiếc vali tiền này vào tay Del Rio. Sau đó, tại WWE Tournament, anh đã đá́nh bại Dolph Ziggler và R-truth và chuẩn bị đấu với The Miz để tranh đai WWE Champion và anh đã thắng để trở thành WWE Champion thay cho người giữ đai lúc đầu là CM Punk vì hợp đồng với WWE đã chấm dứt. Nhưng anh đã mất WWE Champion vào tay John Cena. Sau đó vài hôm, The Miz bỗng ra đánh lén Rey do hắn thua WWE Turnament Champion.Và tại Summer Slam Rey, Kofi Kingston và John Morrison đã cùng nhau đánh bại R-truth, Alberto Del Rio,The Miz. Sau đó anh đã đấu với Alberto Del Rio, người đã dùng cặp tiền Money in the bank để giành lấy đai WWE Champion, để giành đai WWE champion nhưng anh đã thua
Tháng 7-2012, Rey Mysterio trở lại khi Alberto Del Rio tấn công Zack Ryder. Vào ngày 19-8 tại SummerSlam, Rey đã không giành được đai Vô địch Liên lục địa trước The Miz. Suốt trận đấu, Rey đã chịu đựng một chấn thương hợp pháp, khiến anh không thể vật khoảng một tuần, nhưng anh đã trở lại show SmackDown vào ngày 31-8.

## Trong đấu vật
Đòn cuối
- 619 sử dụng liên hoàn cùng các đòn:
  - West Coast Pop
  - Droppin' The Dime
  - Pickin' The Dime
  - Seated Senton

Các đòn khác
- Mysterio Rana
- Mysterio Express
- Air Mysterio

Các đòn đánh khi đánh đôi
- 4:20 với Rob Van Dam
- Catapult-Rana với Billy Kidman
- Powerbomb, springboard seated senton combination với Batista và Edge

Nhạc xuất hiện
- "Booyaka 619" của nhóm P.O.D, một trong những nhóm bạn thân của anh.

## Biệt danh
- "The Luchadore"

## Các chức vô địch và danh hiệu
Asistencia Asesoría y Administración
- Mexican National Trios Championship (1 lần) – với Octagón và Super Muñeco
- Mexican National Welterweight Championship (1 lần)
- AAA Hall of Fame (Class of 2007)

International Wrestling All-Stars
- IWAS Tag Team Championship (1 lần) – với Konnan

International Wrestling Council
- International Wrestling Council World Middleweight Title (2 lần)

Pro Wrestling Illustrated
- PWI cho anh lọt vào thứ #9 của top 500 đô vật giỏi nhất PWI năm 1999
- PWI cho anh lọt vào thứ #56 của PWI đô vật giỏi nhất năm 2003

Tijuana, Mexico
- Tijuana Hall of Fame (Class of 2006)

World Championship Wrestling[165]
- WCW Cruiserweight Championship (5 lần)
- WCW Cruiserweight Tag Team Championship (1 lần) – with Billy Kidman
- WCW World Tag Team Championship (3 lần) – with Billy Kidman (1 lần), Konnan (1 lần), and Juventud Guerrera (1 lần)
- WCW Magazine Match of the Year (1997) vs. Eddie Guerrero, giành đai WCW Cruiserweight Championship, WCW Halloween Havoc, 26 tháng 10

World Wrestling Association
- WWA Lightweight Championship (3 lần)
- WWA Tag Team Championship (1 lần) – với Rey Misterio chú anh
- WWA Welterweight Championship (3 lần)

World Wrestling Council
- WWC World Junior Heavyweight Championship (1 lần)

World Wrestling Entertainment
- World Heavyweight Championship (2 lần)
- WWE Champion (1 lần)
- WWE Intercontinental Championship (2 lần)
- WWE Tag Team Championship (4 lần) – với Edge (1 lần), Rob Van Dam (1 lần), Eddie Guerrero (1 lần), and Batista (1 lần)
- WWE Cruiserweight Championship (3 lần)
- Royal Rumble (2006)
- 21 lần đạy danh hiệu vô địch vương miện

Wrestling Observer Newsletter awards
- Đô vật có những đòn bay đẹp mắt nhất (1995–1997, 2002–2004)
- Đô vật có chiêu đẹp nhất (1995) West Coast Pop
- Trận đấu hay nhất (2002) cùng Edge vs. Chris Benoit and Kurt Angle, giành đai WWE Tag Team Championship, WWE No Mercy, 20 tháng 10
- Đô vật nổi bật nhất (1996)
- Đô vật mới của năm(1992)
- Mối thù tệ nhất (2008) với Kane
- Wrestling Observer Newsletter Hall of Fame (Class of 2010)
- Pro Wrestling Illustrated
- PWI xếp anh hạng #56 trong danh sách 500 đô vật hay nhất mọi thời đại "PWI Years" năm 2003.
- Tijuana, México
  - Được bầu vào Tijuana Hall of Fame năm 2006
- World Championship Wrestling
  - WCW Cruiserweight Championship (5 lần)
  - WCW Cruiserweight Tag Team Championship (1 lần) - với Billy Kidman (Nhà vô địch cuối cùng trước khi đai này bị bỏ khi WCW bị bán lại cho WWE)
  - WCW World Tag Team Championship(3 lần)-với Billy Kidman (1), Konnan (1), và Juventud Guerrera (1)
- World Wrestling Entertainment
  - WWE Cruiserweight Championship (3 lần)
  - WWE Tag Team Championship (4 lần)-với Edge (1), Rob Van Dam (1), Eddie Guerrero (1), và Batista
  - World Heavyweight Championship (2 lần)
  - Royal Rumble vô địch năm 2006

## Cuộc sống cá nhân
Rey Mysterio hiện đang sống tại San Diego, California cùng với vợ là Angie và hai con, Dominik và Aalyah (tên của chúng được xăm trên cánh tay của Rey Mysterio).